# 羅森約赫山
47°10′48″N 11°32′36″E / 47.1799028°N 11.5432472°E

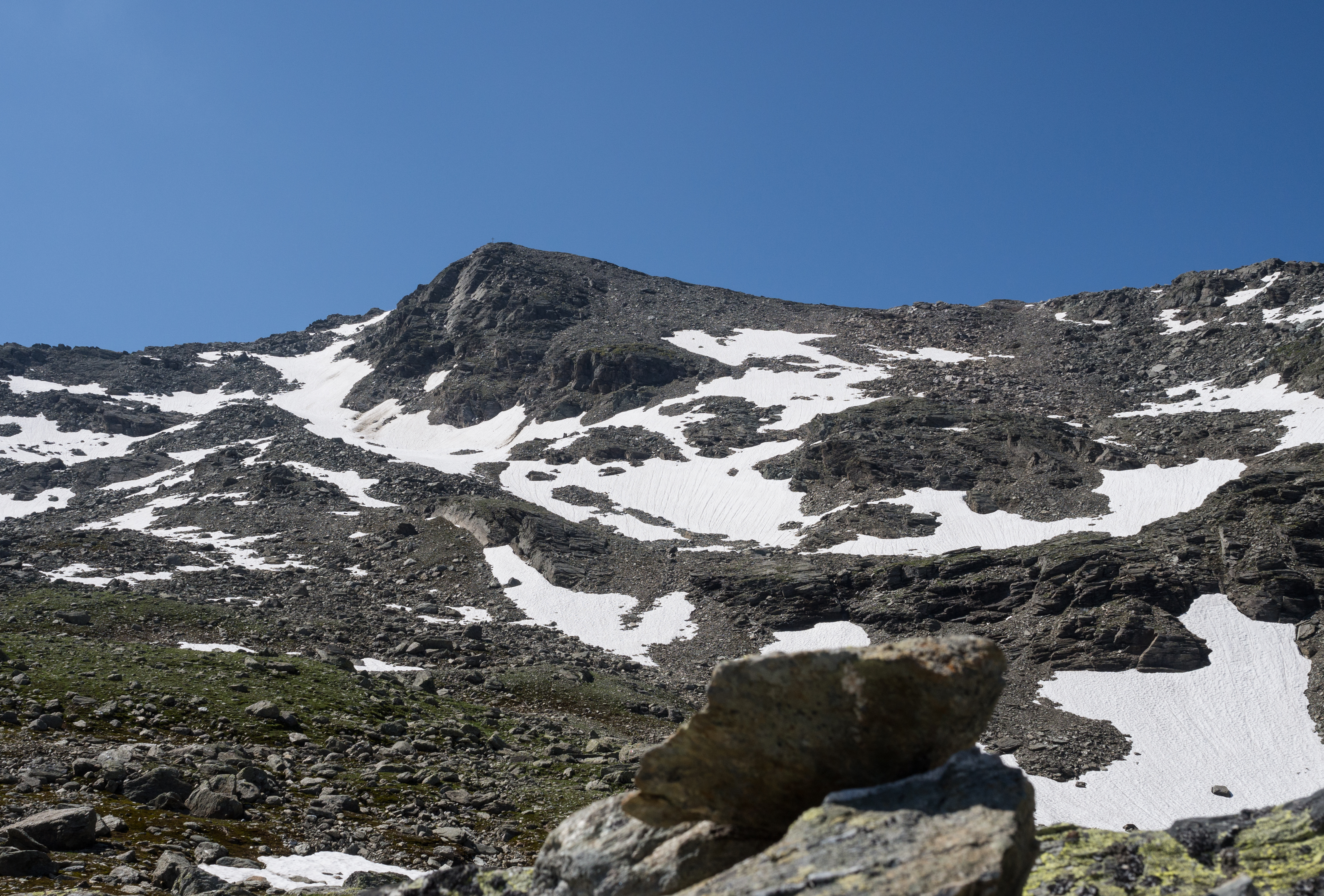

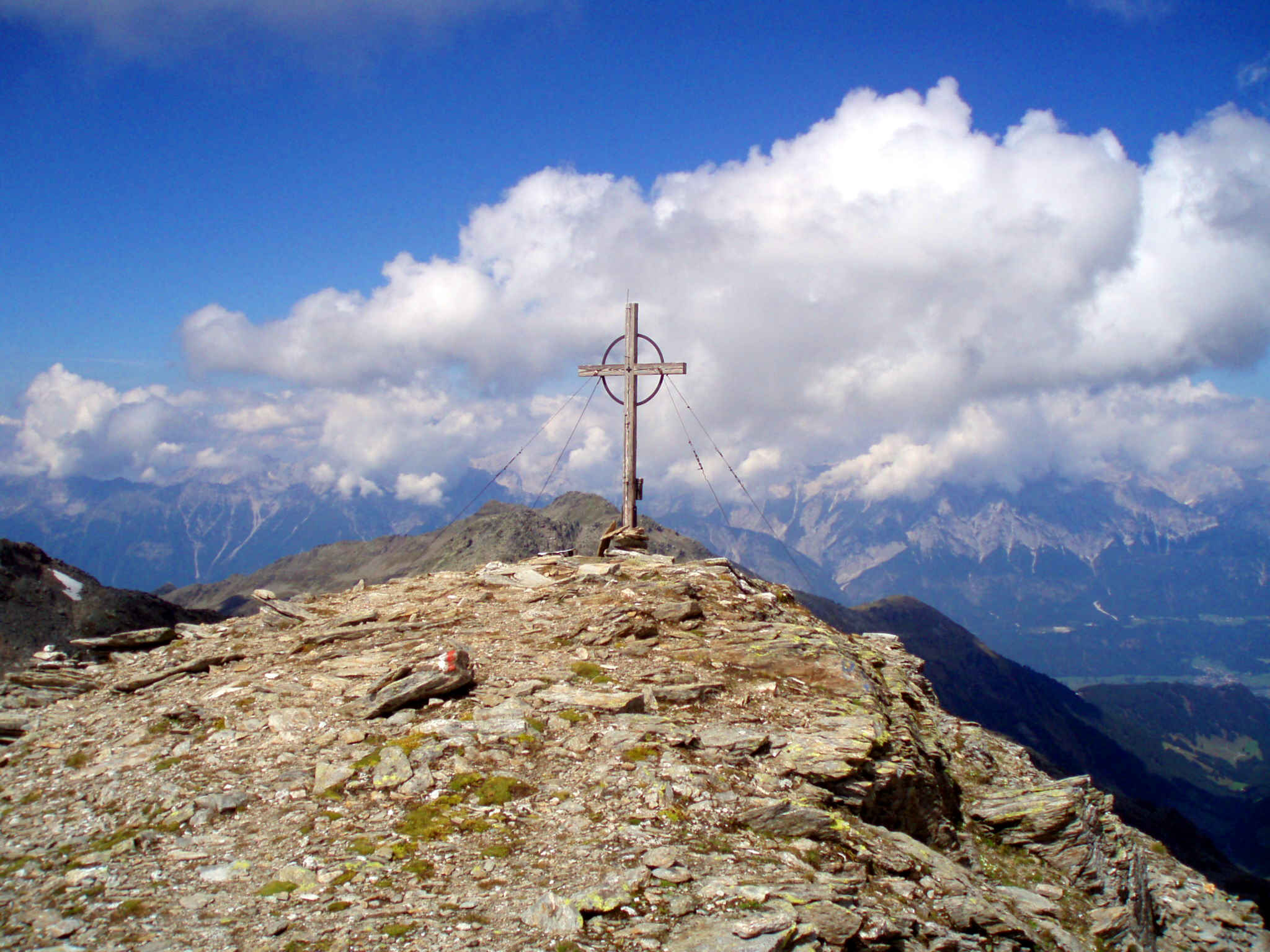

羅森約赫山（德語：Rosenjoch），是奥地利的山峰，位於該國西部，由蒂羅爾州負責管轄，屬於圖克斯阿爾卑斯山脈的一部分，海拔高度2,796米，每年平均降雨量1,806毫米。